# Трнава (район)
Район Трнава (словац. Okres Trnava) — район Трнавского края Словакии.

## Население
| Год:                | 1994    | 2004    | 2014    | 2024    |
| ------------------- | ------- | ------- | ------- | ------- |
| Количество человек: | 126 153 | 126 822 | 129 946 | 132 788 |
| Разница:            |         | +0,53 % | +2,46 % | +2,18 % |

### Статистические данные (2001)
Национальный состав:
- Словаки — 97,8 %
- Чехи — 0,6 %

Конфессиональный состав:
- Католики — 81,4 %
- Лютеране — 1,8 %